# Wassili de Santi
Wassili Alexandrowitj de Santi, född 1788 i Weimar, död 1840 i Weimar, var en rysk greve, diplomat, skriftställare och målare.
Santi anställdes vid ryska legationen i Stockholm 1804 och blev 1819 sekreterare vid den ryska legationen i Köpenhamn. Från 1828 fram till sin död var han ryskt sändebud i  Weimar. Under sin tid i Stockholm medverkade han i Konstakademiens utställningar med landskapsmålningar utförda i gouache. I Stockholm utgav han anonymt en översättning till franska av Thomas Grays Le cimitière de village och i Köpenhamn utgav han under eget namn Carte de Finland 1808 och Tableau statistique et topographique du grand-duché de Finlande 1818. På den ryske ministern JP van Suchtelens anmodan utförde han 1810 en översättning  av nidskriften Räfvarne som fick en viss betydelse vid det fersenska mordet.